# Bufonia takhtajanii
Bufonia takhtajanii är en nejlikväxtart som beskrevs av Nersesian. Bufonia takhtajanii ingår i släktet Bufonia och familjen nejlikväxter. Inga underarter finns listade i Catalogue of Life.